# عمر كافاك
عمر كافاك (بالتركية: Omar Kavak)‏ (24 أكتوبر 1988 بأنسخديه في هولندا - ) هو لاعب كرة قدم تركي في مركز الهجوم. لعب مع غو أهد إيغلز ونادي إيمن وSV Zwaluwen Wierden ‏.

## روابط خارجية
- عمر كافاك على موقع قاعدة بيانات كرة القدم.إي يو (الإنجليزية)
- عمر كافاك على موقع Soccerway.com (الإنجليزية)